# Physalis solanacea
Physalis solanacea là loài thực vật có hoa trong họ Cà. Loài này được (Schltdl.) Axelius miêu tả khoa học đầu tiên năm 1995.